# Jaak Uudmäe
Jaak Uudmäe (Tallinn, 3 de setembro de 1954) é um ex-atleta soviético, especializado no salto triplo, modalidade em que foi campeão olímpico em Moscou 1980.
Natural da Estônia, então uma das repúblicas socialistas soviéticas, foi eleito Esportista do Ano da Estônia em 1979 e 1980. Em 1980, após a medalha de ouro olímpica, seu técnico, Jaan Jürgenson, foi eleito Técnico do Ano da URSS.
Seu filho, Jaanus Uudmäe, também é atleta do salto triplo e do salto em distância.

## Controvérsia
A disputa do salto triplo em Moscou foi coberta de controvérsias com relação ao favorecimento de Uudmae e seu compatriota soviético Viktor Saneyev, que ficou com a prata. O maior adversário dos dois atletas da casa era o brasileiro João Carlos de Oliveira, o "João do Pulo", então recordista mundial com a marca até então inatingível de 17,89 m, conquistada em 1975 nos Jogos Panamericanos da Cidade do México. João teve dois saltos anulados na prova pelos fiscais soviéticos e um deles considerado por analistas internacionais como um novo recorde mundial; os mesmos observadores consideraram os dois saltos perfeitamente válidos. A intenção, segundo os críticos, era dar um quarto e inédito título olímpico a Saneyev, então tricampeão olímpico da modalidade. Mesmo assim, Saneyev ficou apenas com a prata sendo superado por Uudmae e João ficou com o bronze de um de seus saltos menores validados. Na época, o técnico letão de Uudmae, Harry Seinberg, chegou a confessar, em conversas informais, que as marcas de João haviam sido alteradas para favorecer os atletas da casa, mas nunca confirmou sua afirmação à IAAF nem ao COI. Apenas em 2000, vinte anos após os Jogos de Moscou, o jornal australiano The Sydney Morning Herald, o maior da Austrália, fez uma grande reportagem demonstrando que os saltos anulados do brasileiro faziam parte de uma operação soviética para dar o tetracampeonato olímpico a Saneyev. O plano acabou não dando certo por causa do melhor salto de Uudmae mas mesmo assim a medalha de ouro ficou com a URSS.
O mesmo favorecimento aconteceu com o lançador do dardo soviético Dainis Kula em sua disputa contra os atletas finladeses na mesma competição e posterior escândalo da imprensa finlandesa e internacional.